# Microlita
Microlita là một chi bướm đêm thuộc họ Noctuidae.